# Блокада (фільм)
«Блокада» (рос. «Блокада») — російська радянська художня кіноепопея про німецько-радянську війну, складається з чотирьох фільмів і знята в 1973—1977 ріках за однойменним романом Олександра Чаковського режисером Михайлом Єршовим.
Перші 2 фільми (1974 рік) вийшли на екрани 17 лютого 1975 року, 3 та 4 фільми (1977 рік) — 24 квітня 1978 року.

## Зміст
Розповідь про мужню оборону Ленінграда. Запаси закінчуються, конвої постачання знищуються на підході. На щастя, настання холодів дозволяє створити «дорогу життя» по кризі, для евакуації людей. Робочі міста працюють не покладаючи рук, щоб поповнювати запаси озброєння. Гітлер готує план зі штурму міста, а радянське командування намагається його випередити зухвалою контроперацією прориву блокадного кільця.
- Фільм 1-й: «Лужський рубіж»
- Фільм 2-й: «Пулковських меридіан»
- Фільм 3-й: «Ленінградський метроном»
- Фільм 4-й: «Операція „Іскра“»

## Ролі
- Юрій Соломін — Олексій Звягінцев, майор
- Євген Лебедєв — Іван Максимович Корольов
- Ірина Акулова — Віра Корольова
- Лев Золотухін — Павло Максимович Корольов, полковник, начальник оперативного відділу
- Владислав Стржельчик — Федір Васильович Валицький, архітектор
- Олександр Разін — Анатолій, син Валицького
- Борис Горбатов — Йосип Віссаріонович Сталін
- Сергій Харченко — Андрій Олександрович Жданов
- Данило Сагал — Климент Єфремович Ворошилов
- Василь Мінін — Тимошенко Семен Костянтинович
- Валентин Абрамов — Борис Михайлович Шапошников
- Анатолій Вербицький — Кузнецов Микола Герасимович
- Михайло Ульянов — Георгій Костянтинович Жуков
- Роман Громадський — Кузнецов Олексій Олександрович
- К. Малахов — Попов
- Станіслав Фесюнов — Федюнінський Іван Іванович
- Юрій Мальцев — Михайло Семенович Хозін
- Олександр Афанасьєв — Ковальов, начальник зв'язку
- Володимир Лідо — Городецький
- Юрій Куранін — Євстигнієв, начальник розвідувального відділу штабу фронту, комбриг
- Йонас Лалас — Бичевський, начальник інженерних військ
- Юрій Алексєєв — К. П. Пядишев
- Олег Корчиков — Козин, парторг Кіровського заводу
- Лев Лемке — Ісаак Мойсейович Зальцман, директор Кіровського заводу, нарком танкової промисловості СРСР
- Василь Корзун — Кравцов
- Анатолій Алідін — Чорохов
- Микола Федорцов — Суровцев
- Микола Трофимов — Євген Іванович Пастухов
- Іван Краско — Горєлов, старший лейтенант
- Микола Кузьмін — Жогін
- Олексій Преснецов — Леонід Олександрович Говоров
- Володимир Воронов — Микола Воронов
- Ігор Комаров — Михайло Павлович Духанов
- Герберт Дмитрієв — Дмитро Миколайович Гусєв
- Герман Хованов — А. М. Шилов, генерал-майор
- Олег Хроменков — Борис Володимирович Бичевський
- Рудольф Челіщев — Віктор Сергійович Чероков
- Володимир Трещалов — полковник Никифор Замировський
- Сергій Філіппов — Василь Маркелович Губарєв
- Георгій Гегечкорі — Реваз Баканідзе
- Данута Столярська — Ольга Федорівна Берггольц
- Станіслав Станкевич — Адольф Гітлер
- Юозас Будрайтіс — Данвіц, німецький майор
- Сергій Сміян — Франц Гальдер
- Борис Сітко — Герман Герінг
- Володимир Зельдін — Вільгельм Ріттер фон Лееб
- Валентин Іванов — Йоахім фон Ріббентроп
- Олександр Бершадський — Генріх Гіммлер
- Сергій Чернов — Йозеф Геббельс
- Віктор Бурхарт — Гайнц Вільгельм Гудеріан
- Анатолій Шведерський — Еріх фон Манштейн
- Радій Афанасьєв — Георг Ліндеман

## В епізодах знімалися
- Валентина Балабіна — дружина архітектора
- Юрій Башков — воєнком
- Ігор Безгін — генерал Новиков, начальник ВВС
- Володимир Воронов — Микола Воронов (частина перша)
- В. Горделін
- Сергій Дворецький
- Леонтина Дьоміна
- Валерій Доронін
- В'ячеслав Жолобов
- Дмитро Зебров
- Володимир Каліш
- Володимир Карпенко
- Анатолій Королькевич
- Василь Краснов — комкор, командир піхотного корпусу, який виступає на нараді
- Микола Левицький
- Віталій Леонов
- Василь Леонов
- Любов Малиновська — Маша, тітка Віри
- Олександр Масарський
- Людмила Нілова
- Мирослав Павлюченко
- Павло Первушин — дядько Єгор
- Альберт Пєчников — Рослий, старшина першої статті, моряк з лідера ескадрених міноносців «Ленінград»
- Л. Прокопенко
- Володимир Садовников
- Валерій Скоропад
- Юрій Алексєєв — Пядишев (частина перша, в титрах не вказаний)
- Майя Блинова — чергова в готелі (частина перша, в титрах не вказана)
- Віталій Матвєєв (частина перша, в титрах не вказаний)
- Юрій Дедович — Павлов (частина друга)
- Павло Кашлаков (частина друга)
- Ф. Батищев (частина друга)
- Володимир Сидоров (частина друга)
- А. Трубачов (частина друга)
- Юрій Рашкин (частина друга)
- Д. Образов (частина друга)
- Олександр Захаров — Вольф, німецький генерал (частина друга)
- Віктор Терехов — Краснов, генерал (частина друга)
- Сергій Брянцев (частина друга)
- Ернст Романов — працівник ленінградського радіо (частина друга)
- Ніна Чекмарьова (частина друга)
- Азамат Багіров (частина друга)
- Зінаїда Дорогова — мати Віри (частина друга)
- Ірина Степанова (частина друга)
- Катерина Мелентьєва (частина друга)
- Ніна Василькова (частина друга)
- Валерій Смоляков — приятель Данвіца, командир підрозділу важкої артилерії, обстрілювали Ленінград (частина друга)
- Роман Фертман (частина друга)
- Борис Аракелов — солдат, що закрив дзот (частина друга)
- Герман Колушкін — водій Звягінцева, який мріяв про медалі «За відвагу» (частина друга)
- Микола Волков (частина друга)
- Сергій Полежаєв — Поскрьобишев (частина друга)
- Наталія Антонова (частина друга)
- Ігор Михайлов (частина друга)
- Є. Драпкін (частина друга)
- В. Мілевський (частина друга)
- Г. Гауссмана (частина друга)
- Олександр Липов — Холопов, єфрейтор (частина друга)
- Марина Юрасова (частина друга)
- Жанна Сухопольска (частина друга)
- Є. Ревзін
- В. Голубєва (частина друга)
- Т. Вяткіна (частина друга)
- Володимир Волчик — працівник ленінградського радіо (частина друга)
- Михайло Васильєв (частина друга)
- Микола Гаврилов (частина друга)
- Олексій Єрін (частина друга)
- Аркадій Пишняк (частина друга)
- Станіслав Соколов — Соколов, начальник штабу (частина друга)
- Н. Глухов (частина друга)
- Анна Трубачова (частина друга)
- Міша Петров (частина друга)
- Горюнов Євген (частина друга, в титрах не вказаний)

- Тексти читають — Юрій Левітан, Микола Олександрович

### Озвучування
- Микола Александрович — читання тексту за кадром
- Ігор Єфімов

## Знімальна група
- Автори сценарію — Арнольд Вітоль, Олександр Чаковський.
За романом Олександра Чаковського
- Постановка — Михайла Єршова
- Головний оператор — Анатолій Назаров
- Головний художник — Михайло Іванов
- Композитор — Веніамін Баснер
- Текст пісень — Михайла Матусовського
- Звукооператор — Ірина Волкова
- Режисери — Ю. Макаров, Л. Петрова, Г. Черняєв
- Оператори — Костянтин Соловйов, Аполлінарій Дудко, В. Масієв, В. Федоров
- Головні військові консультанти — генерал армії І. І. Федюнінський, генерал-полковник А. І. Грибков (у другій частині вже — генерал армії)
- Художники по костюмах — Тетяна Острогірська, Т. Царьова
- Художники-гримери — А. Єршова, О. Смирнова
- Художники-декоратори — А. Драчук-Попова, Єлизавета Урліна, Є. Фоміна, Ю. Пашігорев, Л. Смілова, Н. Драчук
- Художники-фотографи — А. Загер, А. Кулішов
- Редактори — Дмитро Молдавський, Ірина Тарсанова
- Монтажери — Є. Шкультіна, Г. Баранова
- Асистенти:
  - режисера — Г. Іванова, Л. Власенко, В. Биченков, А. Ярошевський, М. Цвіткова, В. Ситник, Ю. Ріверов, Т. Понасенкова, Т. Кулькова
  - оператора — С. Кацев, В. Кирюхін, Л. Голубєв
  - художника — Т. Царьова, А. Колощук
  - з реквізиту — Н. Вейтцель, Р. Антонова
  - монтажера — Н. Іванова, О. Пунченок
- Майстер-костюмер — І. Євсієва
- Майстри-реквізитори — Ю. Бабуріна, Л. Іванова
- Майстер світла — Б. Смирнов
- Комбіновані зйомки:
  - Оператори — Олександр Зав'ялов, Георгій Сенотов
  - Художники — Є. Владимиров, Б. Михайлов
- Консультанти:
  - полковник Є. Тимохін, полковник С. Туляков, полковник Г. Пухов, Г. Греммер, П. Петров, О. Харитонов
- Майстри-піротехніки — В. Юрченко, А. Яковлєв
- Помічник режисера — Н. Манохина
- Постановник трюкових епізодів — Олександр Масарський
- Оркестр Ленінградської державної Філармонії імені Д. Д. Шостаковича
  - Диригенти — Юрій Темирканов, Олександр Дмитрієв (у другій частині)
- Адміністративна група — Б. Шейнін, Н. Денисова, О. Гориславець, А. Бунчукова, І. Штомпель, К. Варшавський
- Директора картини — Я. Фрідман, Натан Печатников
- У зйомках брали участь війська ордена Леніна Ленінградського військового округу і моряки двічі Червонопрапорного Балтійського флоту
- У роботі над фільмом брали участь кіностудія «ДЕФА» і актори Німецької Демократичної Республіки
- Фільм знятий на плівці виробничого об'єднання «Свема»

## Технічні дані
- Виробництво: Ленфільм
- Художній фільм, з чотирьох частин, широкоформатний, кольоровий

## Цікаві факти
- Зйомки чотирисерійного фільму тривали сім років.
- 52 хвилини хроніки зняті блокадними операторами, включаючи таких знаменитих, як Наум Голод, Роман Кармен, Юхим Учитель. Режисерське втручання в хроніку мінімальне: її супроводжує записана в наші дні шумова фонограма — скрипіння снігу, дзеленчання трамвая, тріщання пожеж, кроки патруля, гудок автомобіля і так далі.
- Ленінградці вважали за святий обов'язок взяти участь у масовці (в кадрах, де показано будівництво укріплень на підступах до міста влітку 1941 року. Як і 30 років до зйомок фільму, все доросле населення Ленінграда рило окопи).
- При зйомках фільму спалили останній наявний в СРСР тролейбус ЯТБ-1.
- Лузький рубіж та Пулковський меридіан подивилися в кінотеатрах СРСР 27,7 млн глядачів; Ленінградський метроном та Операція «Іскра» — 17,4 млн. В ПНР, Лузький рубіж та Пулковський меридіан подивилися 1.227 млн глядачів в 1975.